# Bræstrups Stiftelse
Bræstrups Stiftelse var en stiftelse på Nørre Allé 17 i København, som blev oprettet i anledning af politidirektør, konferensråd Cosmus Bræstrups 50 års jubilæum 17. december 1860 af en forening af politibetjente. 
Bygningen var opført 1863-64 i kælder og 4 stokværk ved arkitekt Theodor Sørensen og havde 33 lejligheder, hvoraf 15 var friboliger og 3 var boliger til modereret leje for gamle politibetjente med hustruer og deres enker. Stiftelsen blev bestyret af 3 af Bræstrup Stiftelses Forening valgte medlemmer.
Ejendommen blev i 1918 overtaget af naboen Alderstrøst, der lod den nedrive i 1937 og erstatte af en tilbygning til Alderstrøst.